# Pinares de Valdegurriana
Los pinares de Valdegurriana son unos pinares al sur de la ciudad de Zaragoza, 
España, en los montes de Torrero. El bosque está formado por pinos de las especies Pinus pinea y Pinus halepensis.
El Canal Imperial de Aragón atraviesa el pinar, pasando por unas esclusas que permitían a los barcos salvar el desnivel de la zona. Justo antes de las inclusas se encuentra la almenara de San Bernardo y un pequeño parque con árboles. El relieve ondulado se debe a la erosión de los materiales de yeso típicos del valle del Ebro.
El camino que recorre Valdegurriana forma parte actualmente del Anillo Verde de Zaragoza.

## Esclusas de Valdegurriana

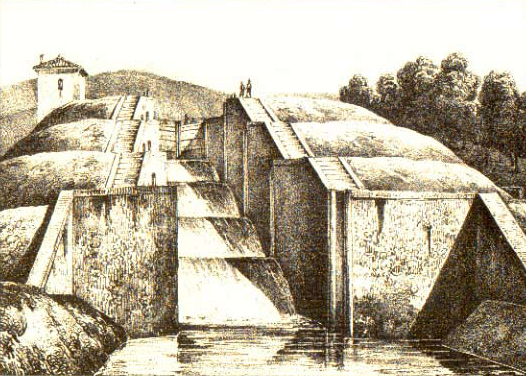
Grabado antiguo de las esclusas

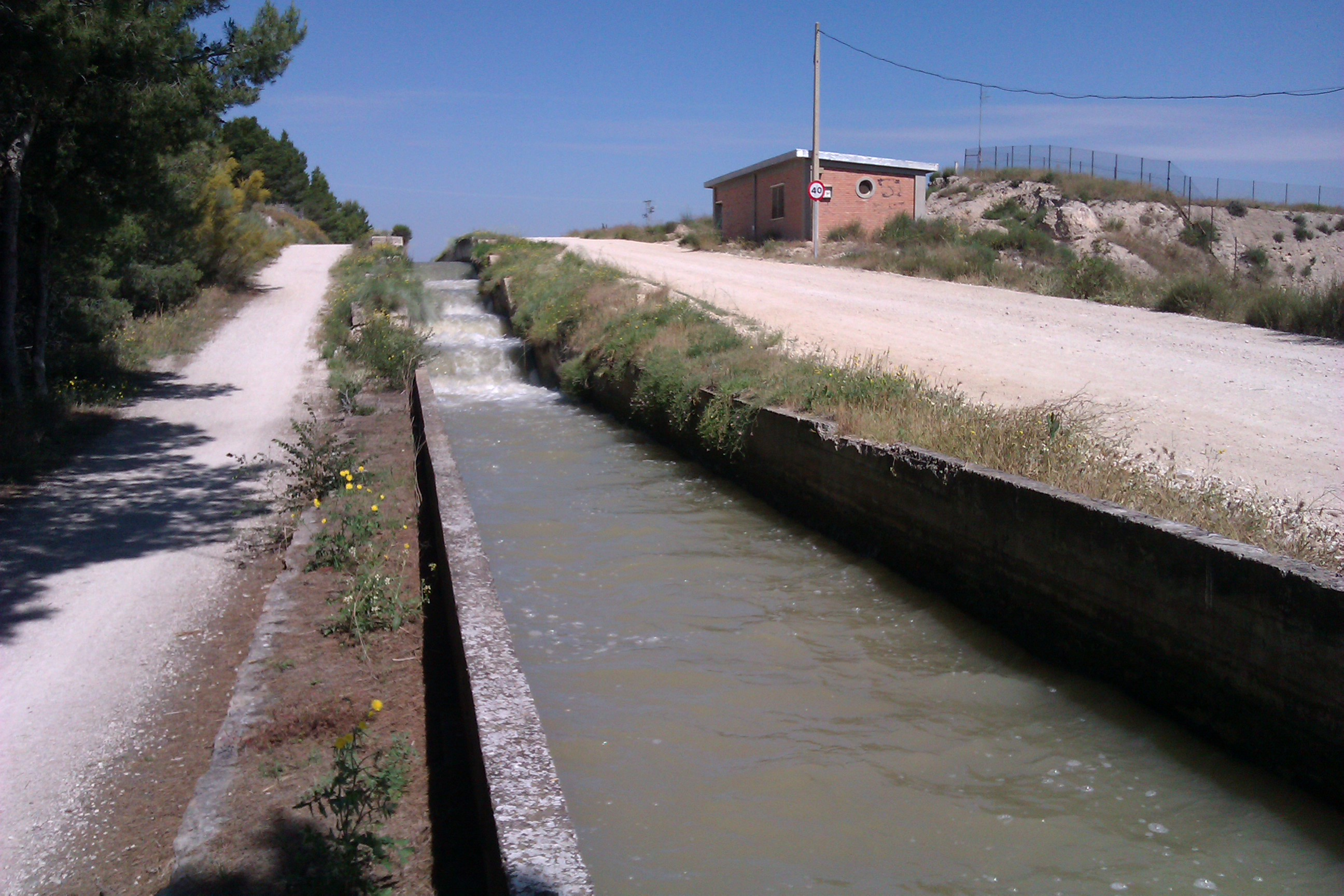
El Canal en las antiguas esclusas de Torrecilla

Las esclusas de Valdegurriana se encuentran situadas en el punto kilométrico 89 del Canal Imperial de Aragón. Fueron construidas entre los años 1786 y 1790. El objetivo de estas esclusas eran que las barcas pudieran subir hacia la parte alta del canal.
Se componen de cuatro saltos de agua y las correspondientes cuatro camas con planta elíptica con una capacidad para dos barcas grandes cada una. El desnivel de cada salto es de 3,25 metros, haciendo un total de 13 metros todo el conjunto. Las inclusas están hechas de piedra.
Tenían compuertas de madera de 6,5 metros en cada habitación que permitían cerrarlas y llenarlas de agua. Cada puerta se cerraba con dos hojas que se ajustaban a los laterales para dejar pasar a las embarcaciones.
El tiempo total de la operación de abrir las puertas, cerrarlas, llenar la cámara y volver a abrir la puerta del otro lado era de 8 minutos. Las compuertas no se conservan ya que fueron destruidas y quemadas durante la Guerra de la Independencia por el ejército francés.
Desde este punto a canal se estrecha, convirtiéndose en una acequia. El motivo fue la mala calidad del terreno, especialmente en los campos de El Burgo de Ebro con alto contenido en yeso. Cuando el agua mojaba el suelo se producían desprendimientos y agujeros por debajo. Se hicieron pruebas para impermeabilizar el terreno en el siglo XVIII, pero la falta de un estudio geológico apropiado hizo que se tuviera que abandonar la idea de hacer el canal navegable hasta su desembocadura.

## Escultismo en Valdegurriana
Valdegurriana ha estado asociado desde el sigo XX al movimiento scout o escultismo de Zaragoza. Los pinares, las esclusas y las cuevas en esta zona del monte de Torrero (hoy son derribadas) fueron durante los primeros años del siglo XX el escenario de las actividades del grupo de Exploradores de España, los primeros scouts que se establecieron en el país. En el año 1931 el Ayuntamiento de Zaragoza concede a este grupo el uso de una parcela en Valdegurriana. Por aquellos tiempos era difícil marchar lejos para hacer actividades al aire libre, así que el grupo aprovechaba los montes de Torrero que se encontraban en las cercanías de la ciudad.
La Guerra Civil hizo que se paralizasen las actividades de los exploradores y en 1940 el grupo desapareció. Veinte años después y tras la prohibición de la dictadura se creó el Grupo Scout San Jorge, oficialmente «Grupo Infantil Montañeros de Aragón», que comenzó sus actividades otra vez en Valdegurriana el 23 de abril de 1960. Desde entonces y más todavía desde su legalización en 1977 los scouts continúan visitando el pinar.
El 10 de octubre de 2010 se inaugura un dedicado al movimiento scout, obra del escultor Alberto Pagnussatt y en 2011 se crea el sendero scout de Valdegurriana que une el barranco de la Muerte con las esclusas de Valdegurriana.[cita requerida]